# Seznam kamenů zmizelých v Kraji Vysočina

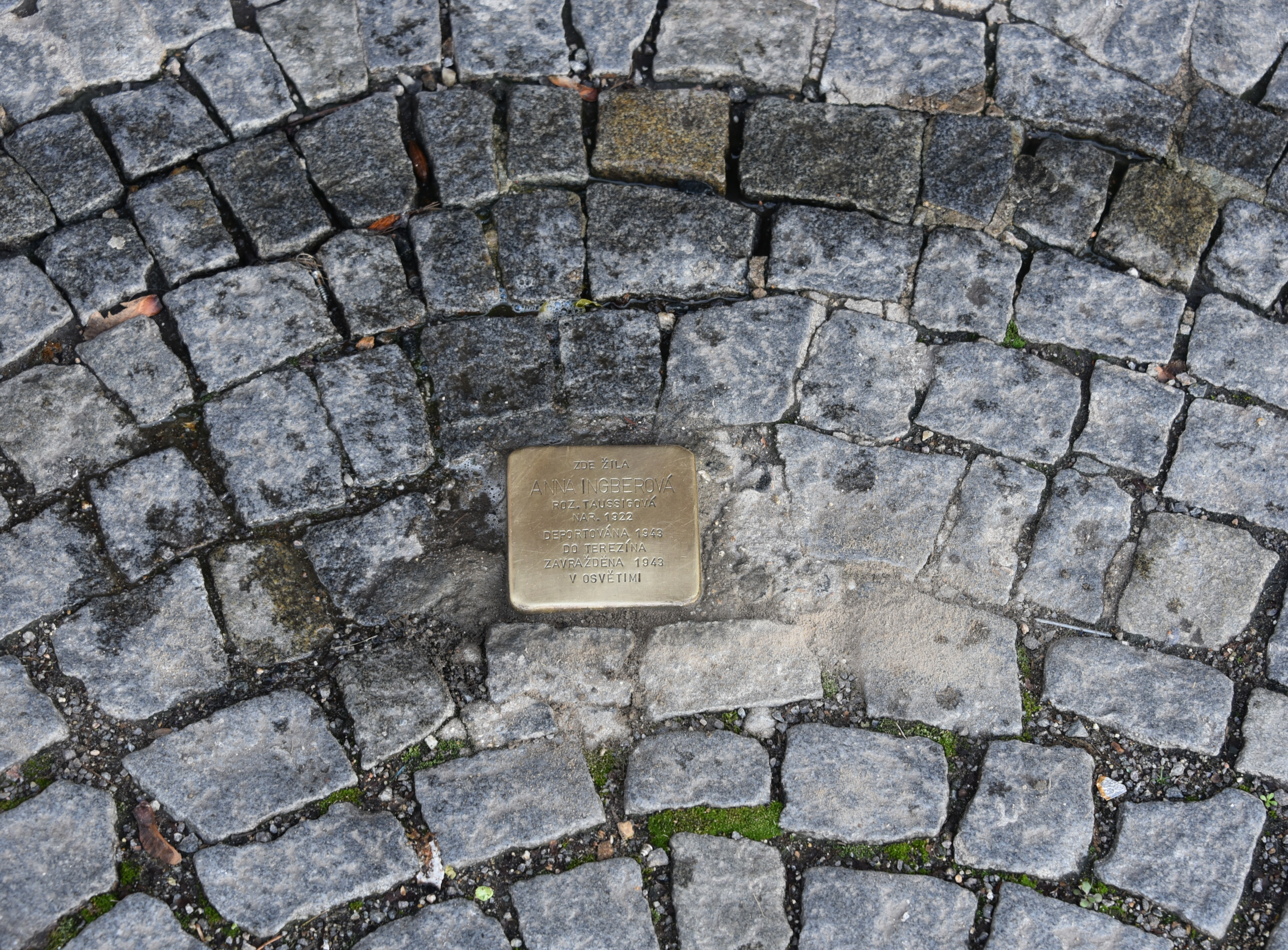
Kámen zmizelých v Třebíči, 2015

Seznam kamenů zmizelých v Kraji Vysočina obsahuje tzv. kameny zmizelých respektive alternativně Stolpersteine na území Kraje Vysočina. Kameny zmizelých připomínají osud těch lidí, kteří byli nacisty zavražděni, deportováni, vyhnáni nebo dohnáni k sebevraždě.
První kámen zmizelých byl v Třebíči položen 18. července 2013, v Pacově 14. května a v Havlíčkově Brodě dne 15. září 2014, v Senožatech 3. srpna 2015 a v Chotěboři 3. srpna 2016.

## Chotěboř
| Obrázek | Nápis | Bydliště                                     | Jméno, život       |
| ------- | --- | -------------------------------------------- | ------------------ |
|         | ZDE BYDLEL JOSEF BERGMANN NAR. 1905 UPRCHL DO SSSR 1938 BOJOVAL U STALINGRADU PŘEŽIL                                          | Úzká 290 49°43′7″ s. š., 15°40′18″ v. d.     | Josef Bergmann     |
|         | ZDE BYDLELA KARLA BERGMANNOVÁ NAR. 1903 UPRCHLA 1938 DO ANGLIE                                                                | Úzká 290 49°43′7″ s. š., 15°40′18″ v. d.     | Karla Bergmannová  |
|         | ZDE BYDLELA ZDENKA BERGMANNOVÁ NAR. 1910 DEPORTOVÁNA 1941 DO TEREZÍNA ZAVRAŽDĚNA 25.11.1942 V TRAWNIKI                        | Úzká 290 49°43′7″ s. š., 15°40′18″ v. d.     | Zdenka Bergmannová |
|         | ZDE BYDLELA MARIE GABÁNYIOVÁ ROZ. BERGMANNOVÁ NAR. 1901 DEPORTOVÁNA 1942 DO TEREZÍNA ZAVRAŽDĚNA 25.1.1943 V OSVĚTIMI-BŘEZINCE | Úzká 290 49°43′7″ s. š., 15°40′18″ v. d.     | Marie Gabányiová   |
|         | ZDE BYDLELA OLGA GRILLI ROZ. GABÁNYIOVÁ NAR. 1928 1939 DĚTSKÝ TRANSPORT DO ANGLIE                                             | Úzká 290 49°43′7″ s. š., 15°40′18″ v. d.     | Olga Grilli        |
|         | ZDE BYDLELA HANA KUPIČKOVÁ ROZ. PROCHÁZKOVÁ NAR. 1933 UKRYTA PŘEŽILA                                                          | Úzká 290 49°43′7″ s. š., 15°40′18″ v. d.     | Hana Kupičková     |
|         | ZDE BYDLELA ANNA PROCHÁZKOVÁ ROZ. BERGMANNOVÁ NAR. 1903 DEPORTOVÁNA 1942 DO TEREZÍNA ZAVRAŽDĚNA 25.1.1943 V OSVĚTIMI-BŘEZINCE | Úzká 290 49°43′7″ s. š., 15°40′18″ v. d.     | Anna Procházková   |
|         | ZDE BYDLEL MAYER MAX SCHENKEL NAR. 1882 DEPORTOVÁN 1942 DO TEREZÍNA ZAVRAŽDĚN 8.3.1944 V OSVĚTIMI-BŘEZINCE                    | Fominova 257 49°43′7″ s. š., 15°40′10″ v. d. | Mayer Max Schenkel |
|         | ZDE BYDLEL ZDENĚK SCHENKEL NAR. 1919 DEPORTOVÁN 1942 DO TEREZÍNA ZAVRAŽDĚN 8.3.1944 V OSVĚTIMI-BŘEZINCE                       | Fominova 257                                 | Zdeněk Schenkel    |
|         | ZDE BYDLELA IRMA SCHENKELOVÁ NAR. 1891 DEPORTOVÁNA 1942 DO TEREZÍNA ZAVRAŽDĚNA 8.3.1944 V OSVĚTIMI-BŘEZINCE                   | Fominova 257                                 | Irma Schenkelová   |

## Havlíčkův Brod
| Obrázek | Nápis                                                                                      | Bydliště                                   | Jméno, život |
| ------- | ------------------------------------------------------------------------------------------ | ------------------------------------------ | --- |
|         | ZDE ŽIL PAVEL PACHNER NAR. 1876 DEPORTOVÁN 1942 DO TEREZÍNA DO SOBIBORU 1942 ZAVRAŽDĚN     | Dolní 104 49°36′19″ s. š., 15°34′47″ v. d. | Pavel Pachner se narodil dne 20. února 1876 v Havlíčkově Brodě. Žil spolu s manželkou Idou v rodném městě, měl dvě dcery - Zdeňku (narozena 13. března 1904) a Hanu (narozena 12. února 1908) a stal se úspěšným a uznávaným podnikatelem. Převzal otcovu drogerii U Černého psa a také provozoval fotografický obchod a čerpací stanici. Po smrti svého bratra Oskara v roce 1937 zdědil dům v Dolní 104 a také obchod s lihovinami a vínem. V roce 1939 byli Pavel a Ida oloupeni a donuceni se přestěhovat do Prahy. Dne 7. května 1942 byli manželé zatčeni a transportováni z Prahy do Terezínského ghetta. Dne 9. května 1942 pak byli posláni do vyhlazovacího tábora Sobibor. Obě jejich dcery byly také deportovány do Terezína, ty však přežily druhou světovou válku. |
|         | ZDE ŽILA IDA PACHNEROVÁ NAR. 1876 DEPORTOVÁNA 1942 DO TEREZÍNA DO SOBIBORU 1942 ZAVRAŽDĚNA | Dolní 104                                  | Ida Pachnerová se narodila 27. června 1876 v Praze jako Ida Morgensternová. Provdala se za Pavla Pachnera a pak s manželem žila v jeho rodném městě, v Havlíčkově Brodě. Manželé měli dvě dcery Zdeňku (narozena 13. března 1904) a Hanu (narozena 12. února 1908). V roce 1939 byli Pavel a Ida oloupeni a donuceni se přestěhovat do Prahy. Dne 7. května 1942 byli manželé zatčeni a transportováni z Prahy do Terezínského ghetta. Dne 9. května 1942 pak byli posláni do vyhlazovacího tábora Sobibor. Obě jejich dcery byly také deportovány do Terezína, ty však přežily. |

## Humpolec
| Obrázek | Nápis | Bydliště | Jméno, život            |
| ------- | --- | -------- | ----------------------- |
|         | ZDE ŽIL VÍTĚZSLAV ZAITSCHEK NAR. 1889 DEPORTOVÁN 1942 DO TEREZÍNA 1942 DO TRAWNIK ZAVRAŽDĚN                                                   | Husova   | Vítězslav Zaitschek     |
|         | ZDE ŽILA ANNA ZAITSCHKOVÁ ROZ SPITZER NAR. 1891 DEPORTOVÁNA 1942 DO TEREZÍNA 1942 DO TRAWNIK ZAVRAŽDĚNA                                       | Husova   | Anna Zaitschková        |
|         | ZDE ŽIL MAX ZAITSCHEK NAR. 1920 DEPORTOVÁN 1942 DO TEREZÍNA 1942 DO TRAWNIK ZAVRAŽDĚN                                                         | Husova   | Max Zaitschek           |
|         | ZDE ŽILA HANA ZAITSCHKOVÁ NAR. 1915 DEPORTOVÁNA 1942 DO TEREZÍNA 1942 DO TRAWNIK ZAVRAŽDĚNA                                                   | Husova   | Hana Zaitschková        |
|         | ZDE ŽILA VĚRA METZLOVÁ NAR. 1933 DEPORTOVÁNA 1942 DO TEREZÍNA 1942 DO OSVĚTIMI ZAVRAŽDĚNA                                                     |          | Věra Metzlová           |
|         | ZDE ŽIL JUDR. OTTO METZL NAR. 1903 ZATČEN 1939 DO TEREZÍNA ZAVRAŽDĚN 7. 12. 1940 V BUCHENWALDU                                                |          | JUDr. Otto Metzl        |
|         | ZDE ŽILA ANNA MENDLOVÁ NAR. 1870 DEPORTOVÁNA 1942 DO TEREZÍNA, DO OSVĚTIMI ZAVRAŽDĚNA                                                         |          | Anna Mendlová           |
|         | ZDE ŽILA KAMILA LÜFTSCHITZOVÁ ROZ. KRAUSOVÁ NAR. 1874 DEPORTOVÁNA 1942 DO TEREZÍNA, DO OSVĚTIMI ZAVRAŽDĚNA                                    |          | Kamila Lüftschitzová    |
|         | ZDE ŽILA EVA MRÁČKOVÁ ROZ. LÜFTSCHITZOVÁ NAR. 1926 DEPORTOVÁNA 1942 DO TEREZÍNA 1944 DO OSVĚTIMI, DO FREIBERGU 1945 DO MAUTHAUSENU OSVOBOZENA |          | Eva Mráčková            |
|         | ZDE ŽIL MUDR. VIKTOR LÜFTSCHITZ NAR. 1897 DEPORTOVÁN 1942 DO TEREZÍNA 1944 DO OSVĚTIMI, DO DACHAU ZAVRAŽDĚN 23. 2. 1945 V KAUFERINGU          |          | MUDr. Viktor Lüftschitz |
|         | ZDE ŽILA HEDVIKA LÜFTSCHITZOVÁ DŘ. METZLOVÁ ROZ. MENDLOVÁ NAR. 1909 DEPORTOVÁNA 1942 DO TEREZÍNA 1944 DO OSVĚTIMI ZAVRAŽDĚNA                  |          | Hedvika Lüftschitzová   |

Kameny rodiny Zaitschekových byly položeny 9. 6. 2022. Kameny rodin Lüftschitzových a Metzlových, Anny Mendlové a Evy Mráčkové byly položeny 19. 9. 2024.

## Jihlava
| Obrázek | Nápis | Bydliště | Jméno, život            |
| ------- | --- | -------- | ----------------------- |
|         | ZDE BYDLEL ABRAHAM ADOLF BERNSTEIN NAR. 1884 DEPORTOVÁN 1942 DO TEREZÍNA ZAVRAŽDĚN 16.10.1944 V OSVĚTIMI-BŘEZINCE                 |          | Abraham Adolf Bernstein |
|         | ZDE BYDLELA EMA BERNSTEINOVÁ ROZ. MORGENSTERNOVÁ NAR. 1887 DEPORTOVÁNA 1942 DO TEREZÍNA ZAVRAŽDĚNA 16.10.1944 V OSVĚTIMI-BŘEZINCE |          | Ema Bernsteinová        |
|         | ZDE BYDLELA ELLY PORGESOVÁ ROZ. BERNSTEINOVÁ NAR. 1917 DEPORTOVÁNA 1942 DO TEREZÍNA OSVOBOZENA                                    |          | Elly Porgesová          |

## Pacov
| Obrázek | Nápis                                                                                       | Bydliště                                       | Jméno, život |
| ------- | ------------------------------------------------------------------------------------------- | ---------------------------------------------- | --- |
|         | ZDE ŽIL VIKTOR WEINER NAR. 1875 DEPORTOVÁN 1943 DO TEREZÍNA ZAVRAŽDĚN 16.7.1943 TAMTÉŽ      | Španovského 172 49°28′19″ s. š., 15°0′7″ v. d. | Viktor Weiner se narodil 15. ledna 1875, byl ženatý s Marií Weinerovou (narozenou Langerovou). Manželé měli dvě děti Elsu (také Elišku, narozenou v roce 1914 nebo 1915) a Hanu (narozenou v roce 1919). V Pacově vlastnil malou továrnu na kožené zboží, kde byly vyráběny tašky a peněženky. Dne 5. července 1943 byl transportován z Prahy do terezínského ghetta (jeho číslo v transportu bylo 598), jeho žena a děti byly deportováni v roce 1942. Dne 16. července 1943 byl v Terezíně zavražděn.                                                                   |
|         | ZDE ŽILA ELSA WEINEROVÁ NAR. 1915 DEPORTOVÁNA 1942 DO TEREZÍNA DO OSVĚTIMI 1943 ZAVRAŽDĚNA  | Španovského 172                                | Elsa Weinerová (také Eliška) se narodila v roce 1915 v Pacově, podle Jad vašem a holocaust.cz se narodila 16. listopadu 1914. Jejími rodiči byli Viktor a Marie Weinerovi. Její otec vlastnil malou továrnu na zpracování kůže, kde Elsa také pracovala. Dne 16. listopadu 1942 byla se sestrou a matkou transportována do terezínského ghetta (číslo v transportu bylo 116). Podle Holocaust.cz byla poslána 6. září 1943 do Osvětimi a tam byla zavražděna. Její otec Viktor byl deportován v červenci 1943 do Terezína a tam byl také zavražděn dne 16. července 1943. |
|         | ZDE ŽILA HANA WEINEROVÁ NAR. 1919 DEPORTOVÁNA 1942 DO TEREZÍNA DO OSVĚTIMI 1943 ZAVRAŽDĚNA  | Španovského 172                                | Hana Weinerová se narodila 4. února 1919 v Pacově (podle holocaust.cz až 24. února 1919). Jejími rodiči byli Viktor a Marie Weinerovi. Její otec vlastnil malou továrnu na zpracování kůže, kde Hana také pracovala. Dne 16. listopadu 1942 byla se sestrou a matkou deportována do terezínského ghetta (číslo v transportu bylo 116). Podle Holocaust.cz byla poslána 6. září 1943 do Osvětimi a tam byla zavražděna. |
|         | ZDE ŽILA MARIE WEINEROVÁ NAR. 1888 DEPORTOVÁNA 1942 DO TEREZÍNA DO OSVĚTIMI 1943 ZAVRAŽDĚNA | Španovského 172                                | Marie Weinerová (rozená Langerová) se narodila 5. dubna 1888. Provdala se za Viktora Weinera. Manželský pár měl dvě dcery, Elišku a Hanu. Dne 16. listopadu 1942 byla se svými dvěma dcerami deportována do Terezína (její číslo v transportu bylo 115). Podle Holocaust.cz byla transportována do Osvětimi 6. září 1943 a pak zavražděna. Její manžel Viktor byl deportován v červenci 1943 do Terezína a tam zavražděn dne 16. července 1943. |

## Okříšky
V roce 2024 byly vloženy do chodníku pamětní kameny připomínající rodinu Wachtlových.

## Pohled
Na návsi v obci Pohled byly 14. srpna 2018 umístěny čtyři kameny připomínající rodinu Turnovských.
| Obrázek | Nápis | Bydliště                                                                  | Jméno, život                     |  |
| ------- | --- | ------------------------------------------------------------------------- | -------------------------------- |  |
|         | V DOMĚ Č. 42 ŽILA HANA TURNOVSKÁ NAR. 1922 DEPORTOVÁNA 1942 DO TEREZÍNA DO OSVĚTIMI 1943 ZAVRAŽDĚNA                | Zámecká, pod sochou sv. Jana Nepomuckého 49°36′12″ s. š., 15°38′54″ v. d. | Hana Turnovská                   |  |
|         | V DOMĚ Č. 42 ŽILA EMA TURNOVSKÁ ROZ. STEINEROVÁ NAR. 1893 DEPORTOVÁNA 1942 DO TEREZÍNA DO OSVĚTIMI 1943 ZAVRAŽDĚNA | Zámecká, pod sochou sv. Jana Nepomuckého                                  | Ema Turnovská, rozená Steinerová |  |
|         | V DOMĚ Č. 42 ŽIL LEV TURNOVSKÝ NAR. 1918 UNIKL 1940 PŘEŽIL                                                         | Zámecká, pod sochou sv. Jana Nepomuckého                                  | Lev Turnovský                    |  |
|         | V DOMĚ Č. 42 ŽIL MAX TURNOVSKÝ NAR. 1890 DEPORTOVÁN 1942 DO TEREZÍNA DO OSVĚTIMI 1943 ZAVRAŽDĚN                    | Zámecká, pod sochou sv. Jana Nepomuckého                                  | Max Turnovský                    |  |

## Pelhřimov
| Obrázek | Nápis | Bydliště                                            | Jméno, život                          |
| ------- | --- | --------------------------------------------------- | ------------------------------------- |
|         | ZDE ŽIL OTTO FRIED NAR. 1908 1940 VSTOUPIL DO ČS. ZAHRANIČNÍ ARMÁDY PADL 5. 11. 1944 U DUNKERQUE          | Karlovo náměstí 169 49°15′20″ s. š., 15°7′59″ v. d. | Otto Fried                            |
|         | ZDE ŽILA BERTA LÍROVÁ ROZ. FRIEDOVÁ NAR. 1893 DEPORTOVÁNA 1944 DO TEREZÍNA 1944 OD OSVĚTIMI ZAVRAŽDĚNA    | Karlovo náměstí 169                                 | Berta Lírová, rozená Friedová         |
|         | ZDE ŽILA ELEONORA FRIEDOVÁ ROZ. ORNSTEINOVÁ NAR. 1866 DEPORTOVÁNA 1942 DO TEREZÍNA ZAVRAŽDĚNA 4. 12. 1942 | Karlovo náměstí 169                                 | Eleonora Friedová, rozená Ornsteinová |
|         | ZDE ŽIL VILÉM FRIED NAR. 1895 DEPORTOVÁN 1942 DO TEREZÍNA 1944 DO OSVĚTIMI ZAVRAŽDĚN                      | Karlovo náměstí 169                                 | Vilém Fried                           |

V Pelhřimově byly 5. listopadu 2024 položeny čtyři Kameny zmizelých a pamětní deska válečného hrdiny Otty Frieda.

## Senožaty
| Obrázek | Nápis                                                                                                   | Bydliště                                    | Jméno, život |
| ------- | --- | ------------------------------------------- | --- |
|         | ZDE ŽIL RUDOLF FRANKENBUŠ NAR. 1894 DEPORTOVÁN 1942 DO TEREZÍNA ZAVRAŽDĚN 17.9.1942 V MAJDANKU          | Senožaty 82 49°34′9″ s. š., 15°11′58″ v. d. | Rudolf Frankenbuš (Rudolf Frankenbusch) se narodil v Senožatech 25. března 1894. Byl ženatý s Františkou Frankenbušovou, manželé měly dvě děti - Zdeňka (narozen v roce 1926) a Věru (narozena v roce 1928). Po smrti otce v roce 1924 převzal obchod s potravinami, jehož nabídku rozšířil a obchodoval se smíšeným zbožím. Dne 13. června 1942 byl deportován do Terezína (jeho číslo v transportu bylo 636). Při příjezdu vlaku na nádraží v Bohušovicích byl okamžitě odveden k čekajícímu vlaku do koncentračního tábora Majdanek (jeho číslo v transportu bylo 921), byl převelen k výkonu nucených prací. Dne 17. září 1942 byl Rudolf Frankenbusch zavražděn. |
|         | ZDE ŽIL ZDENĚK FRANKENBUŠ NAR. 1926 DEPORTOVÁN 1942 DO TEREZÍNA ZAVRAŽDĚN 17.9.1942 V MAJDANKU          | Senožaty 82                                 | Zdeněk Frankenbuš (také Zdeněk Frankenbusch) se narodil 8. ledna 1926. Jeho rodiči byli Rudolf a Františka Frankenbuschovi. Jeho otec vlastnil obchod s potravinami. Dne 13. června 1942 byl spolu se sestrou a rodiči deportován do transportu do Terezína (jeho číslo v transportu bylo 639). Při příjezdu vlaku na nádraží v Bohušovicích byl okamžitě odveden k čekajícímu vlaku a byl pravděpodobně deportován do vyhlazovacího tábora Sobibor. Podle Jad vašem a holocaust.cz neexistuje žádná další informace (tento vlak je znám jako ztracený vlak, protože nebylo zcela jasné, kudy tento vlak vlastně jel a kdo byl vyhoštěn či transportován. Ve vlaku bylo asi 1000 deportovaných a zřejmě nikdo tuto cestu nepřežil. Je známo, že jeho otec byl převezen do koncentračního tábora Majdanek, kde vykonával práci a kde byl 17. září 1942 zavražděn. Na kameni je uvedena vražda 17. září 1942 v Majdanku. To není jisté. Jisté však je, že Zdeněk Frankenbusch válku nepřežil.                                                                        |
|         | ZDE ŽILA FRANTIŠKA FRANKENBUŠOVÁ NAR. 1897 DEPORTOVÁNA 1942 DO TEREZÍNA ZAVRAŽDĚNA 17.9.1942 V MAJDANKU | Senožaty 82                                 | Františka Frankebušová (také Františka Frankenbuschová) se narodila jako Františka Herrmannová dne 22. září 1897. Provdala se za Rudolfa Frankenbusche. Manželé měly dvě děti - Zdeňka (narozen v roce 1926) a Věru (narozena v roce 1928). Dne 13. června 1942 byla se svými dětmi a manželem deportována do Terezína (její číslo v transportu bylo 637). Při příjezdu vlaku na nádraží v Bohušovicích byla okamžitě odvedena k čekajícímu vlaku a pravděpodobně byla deportována do vyhlazovacího tábora Sobibor. Podle Jad vašem a holocaust.cz neexistuje žádná další informace (tento vak je znám jako ztracený vlak, protože nebylo zcela jasné, kudy tento vlak vlastně jel a kdo byl vyhoštěn či transportován. Ve vlaku bylo asi 1000 deportovaných a zřejmě nikdo tuto cestu nepřežil. Je známo, že její manžel byl převezen do koncentračního tábora Majdanek, kde vykonával práci a kde byl 17. září 1942 zavražděn. Na kameni je uvedena vražda 17. září 1942 v Majdanku. To není jisté. Jisté však je, že Františka Frankenbuschová válku nepřežila. |
|         | ZDE ŽILA VĚRA FRANKENBUŠOVÁ NAR. 1928 DEPORTOVÁNA 1942 DO TEREZÍNA ZAVRAŽDĚNA 17.9.1942 V MAJDANKU      | Senožaty 82                                 | Věra Frankenbušová (také Věra Frankenbuschová) se narodila 1. ledna 1928. Jejími rodiči byly Rudolf a Františka Frankenbuschovi. Její otec vlastnil obchod s potravinami. Dne 13. června 1942, byla s bratrem a rodiči deportována do Terezína (její číslo v transportu bylo 638). Při příjezdu vlaku na nádraží v Bohušovicích byla okamžitě odvedena k čekajícímu vlaku a pravděpodobně deportována do vyhlazovacího tábora Sobibor. Podle Jad vašem a holocaust.cz neexistuje žádná další informace (tento vlak je znám jako ztracený vlak, protože nebylo zcela jasné, kudy tento vlak vlastně jel a kdo byl vyhoštěn či transportován. Ve vlaku bylo asi 1000 deportovaných a zřejmě nikdo tuto cestu nepřežil. Je známo – avšak nepotvrzeno –, že její otec byl převezen do koncentračního tábora Majdanek, kde vykonával práci, a kde byl 17. září 1942 zavražděn. I na kameni je tedy uvedena vražda 17. září 1942 v Majdanku. Jisté však je, že Věra Frankenbuschová válku nepřežila.                                                                     |

## Třebíč
| Obrázek                                            | Nápis | Bydliště                                           | Jméno, život |  |
| -------------------------------------------------- | --- | -------------------------------------------------- | --- |  |
|                                                    | ZDE ŽILA EDITA ADLEROVÁ NAR. 4. 1. 1922 DEPORTOVÁNA 22. 5. 1942 DO TEREZÍNA ZAVRAŽDĚNA 1942 V LUBLINU                                                | Blahoslavova 88 49°13′4″ s. š., 15°52′40″ v. d.    | Edita Adlerová se narodila v Třebíči v roce 1922, později byla spolu s dalšími třebíčskými židy deportována do Terezína a následně odsunuta do Lublinu, kde byla zavražděna. |  |
|                                                    | ZDE ŽIL ARNOŠT BENEŠ NAR. 1900 DEPORTOVÁN 1943 DO OSVĚTIMI ZAVRAŽDĚN 1943                                                                            | L. Pokorného 10 49°13′1″ s. š., 15°52′38″ v. d.    | Arnošt Beneš se narodil v Třebíči - Zámostí 11. října 1900 v domě č.55 (dnes Leopoldova 21) jako třetí ze čtyř dětí sklenářského mistra Lazara Benesche. Navštěvoval školu v Třebíči, vyučil se jako obchodník a pracoval v prodejně semen na Karlově náměstí č.p. 25. Později si pořídil obchod sám a v roce 1932 se v Brně oženil s Ingeborg (Inge), rozenou Simkovou. V říjnu 1933 se manželům narodila první dcera Susanna. Arnošt Beneš se přátelil s malířem a fotografem Ludvíkem Bahnerem a začal se zajímat o fotografii. V letech 1932/1933 a 1934/1935 se podílel na výstavách Klubu fotoamatérů v Třebíči, která se konala v akademické hale: Beneš získal první cenu. V roce 1935 se podílel na výroční výstavě města, která ukázala i tvář židovského města v Třebíči mezi lety 1335-1935. Jeho obrazy byly vystaveny na výstavách v Jihlavě a Brně. Také se věnoval kresbě a vyráběl výrobky vyrobené z loutek a hraček pro své dcery a stavěl vykládaný nábytek. Byl také sběratelem drobných uměleckých předmětů a postaviček, měl také malou sbírku obrazů. V roce 1940 mu byly všechny cennosti odebrány nacisty. Byl mu zabaven dokonce i jeho fotoaparát. Čínský porcelán, který měl ve svém bytě byl zničen nacisty. Od této chvíle také nemohl pracovat v oboru. V květnu 1942 byli místní židé deportováni do Terezína a Osvětimi. Arnošt byl podroben nuceným pracím na stavbě železničního mostu v Sázavě. Na počátku roku 1943 byl přímo na stavbě ještě s několika dalšími pracovníky židovského původu zatčen a deportován do Osvětimi. Arnošt Beneš byl zavražděn dne 5. března 1943 v Osvětimi. Z třebíčských židů přežilo válku pouze 35 lidí, Susanna Urbanová, nejstarší dcera Arnošta Beneše byla jedna z nich. Zemřela v Třebíči 6.11.2020 . |  |
|                                                    | ZDE ŽIL ALOIS BENEŠ NAR. 13. 4. 1859 DEPORTOVÁN 18. 5. 1942 DO TEREZÍNA ZAVRAŽDĚN 30. 5. 1942 V TEREZÍNĚ                                             | L. Pokorného 56/19 49°13′2″ s. š., 15°52′40″ v. d. | Alois Beneš |  |
|                                                    | ZDE ŽIL HUGO BENEŠ NAR. 17. 1. 1903 DEPORTOVÁN 18. 5. 1942 DO TEREZÍNA 25. 5. 1942 DO LUBLINU ZAVRAŽDĚN 1942 V LUBLINU                               | L. Pokorného 56/19 49°13′2″ s. š., 15°52′40″ v. d. | Hugo Beneš |  |
|                                                    | ZDE ŽILA ANTONIE BENEŠOVÁ NAR. 3. 5. 1861 DEPORTOVÁNA 18. 5. 1942 DO TEREZÍNA 19. 10. 1942 DO TREBLINKY ZAVRAŽDĚNA 1942 V TREBLINCE                  | L. Pokorného 56/19 49°13′2″ s. š., 15°52′40″ v. d. | Antonie Benešová |  |
|                                                    | ZDE ŽILA ERNESTINA BENEŠOVÁ NAR. 8. 5. 1858 DEPORTOVÁNA 22. 5. 1942 DO TEREZÍNA ZAVRAŽDĚNA 19. 8. 1942 V TEREZÍNĚ                                    | Blahoslavova 75 49°13′4″ s. š., 15°52′44″ v. d.    | |  |
|                                                    | EDITA BODASCHEROVÁ | Karlovo nám. 132/6                                 | Eleonora Bodascherová se narodila v roce 1883 v Sedlčanech, byla matkou Edity Bodascherové, která se narodila v roce 1916 v Třebíči. Obě byly transportovány do Terezína a odtud pak na východ Lublinu. Po válce byly úředně prohlášeny za mrtvé ke dni 25. listopadu 1942. |  |
|                                                    | ELEONORA BODASCHEROVÁ | Karlovo nám. 132/6                                 | Eleonora Bodascherová se narodila v roce 1883 v Sedlčanech, byla matkou Edity Bodascherové, která se narodila v roce 1916 v Třebíči. Obě byly transportovány do Terezína a odtud pak na východ Lublinu. Po válce byly úředně prohlášeny za mrtvé ke dni 25. listopadu 1942. |  |
|                                                    | ZDE ŽIL LEO BRAUN NAR. 14. 12. 1907 POSTŘELEN PŘI ÚTĚKU U BOCHOVIC ZEMŘEL 24. 6. 1942 V TŘEBÍČSKÉ NEMOCNICI                                          | Blahoslavova 88 49°13′4″ s. š., 15°52′40″ v. d.    | Leo Braun se narodil v roce 1907. V květnu 1942 nenastoupil do transportu a společně s Richardem a Annou Bäckovými se skrýval u Kojatína. Po jejich udání na četnické stanici v Budišově se rozběhlo rozsáhlé pátrání vedené četníky a řízené gestapem v Jihlavě. V červnu 1942 byl Leo Braun objeven v poli mezi Pavlínovem a Bochovicemi. Protože byl ozbrojen, došlo k přestřelce. Když Braun viděl, že nemá šanci na útěk, sám se smrtelně zranil a o několik dní později zemřel v třebíčské nemocnici. |  |
|                                                    | ZDE ŽILA ELIŠKA BRAUNOVÁ ROZ. INWALDOVÁ NAR. 18. 11. 1908 POPRAVENA V BRNĚ KOUNICOVY KOLEJE 26. 6. 1942                                              | Blahoslavova 88 49°13′4″ s. š., 15°52′40″ v. d.    | Eliška Braunová se narodila v Budišově v roce 1908 jako Eliška Inwaldová, provdala se za Lea Brauna. Když její manžel uprchl před nástupem do transportu, Eliška Braunová byla zatčena, převezena do Brna, kde byla 26. června 1942 popravena v Kounicových kolejích. |  |
|                                                    | ZDE ŽILA TEREZA BRAUNOVÁ NAR. 17. 2. 1866 DEPORTOVÁNA 22.5. 1942 DO TEREZÍNA ZAVRAŽDĚNA 1942 V TREBLINCE                                             | Blahoslavova 75                                    | |  |
| Stolperstein Erika Felixová, Třebíč, V.Nezvala 5/9 | ZDE ŽILA ERIKA FELIXOVÁ NAR. 14. 2. 1923 ROZ. FRIEDOVÁ DEPORTOVÁNA 22.5. 1942 DO TEREZÍNA ZAVRAŽDĚNA 1944 V OSVĚTIMI                                 | V. Nezvala 5/9                                     | |  |
|                                                    | ZDE ŽIL WALTER FÜRNBERG NAR. 1898 DEPORTOVÁN 1943 DO OSVĚTIMI ZAVRAŽDĚN 1943                                                                         | Havlíčkovo nábřeží 1 49°13′ s. š., 15°52′38″ v. d. | Walter Fürnberg se narodil 25. listopadu 1898, byl ženatý s Annou. V roce 1942 byl jeho dům "arizován". V květnu 1942 byli třebíčští židé deportováni do Terezína a Osvětimi. Walter Fürnberg byl deportován do Osvětimi, kde byl 5. března 1943 zavražděn. Z třebíčských židů se z války vrátilo pouze 35. |  |
|                                                    | ZDE ŽIL MOJŽÍŠ INGBER POSLEDNÍ TŘEBÍČSKÝ RABÍN NAR. 20. 12. 1901 DEPORTOVÁN 18. 2. 1943 DO TEREZÍNA 6. 9. 1943 DO OSVĚTIMI ZAVRAŽDĚN 1943 V OSVĚTIMI | Tiché nám. 4/4 49°13′2″ s. š., 15°52′36″ v. d.     | Mojžíš Ingber se narodil 20. 12. 1901 na Podkarpatské Rusi a do Třebíče přišel v roce 1935, aby převzal místo na rabinátu. Byl posledním třebíčským rabínem a krátce před vypuknutím válku si vzal za ženu Annu Taussigovou. S celou třebíčskou židovskou komunitou byli v květnu 1942 deportováni do koncentračních táborů. Mojžíš Ingber byl nejprve 18. 2. 1943 transportován z Prahy do Terezína a následně 6. 9. 1943 z Terezína do vyhlazovacího tábora v Osvětimi, kde byl umučen nacisty v plynové komoře. |  |
|                                                    | ZDE ŽILA ANNA INGBEROVÁ ROZ. TAUSSIGOVÁ NAR. 1922 DEPORTOVÁNA 1943 DO TEREZÍNA ZAVRAŽDĚNA 1943 V OSVĚTIMI                                            | Karlovo nám. 16 49°12′59″ s. š., 15°52′52″ v. d.   | Anna Ingberová rozená Taussigová se narodila 11. ledna 1922 v Třebíči. Pocházela z rodiny obchodníků, její rodiče měli v Třebíči obchod. Anna se provdala za posledního třebíčského rabína rabbiho Mojžíše Ingbera. Vzali se v jejích 17 letech, krátce před vypuknutím války. Rabín Ingber pocházel z Podkarpatské Rusi a v roce 1935 přišel do Třebíče, aby převzal místo na rabinátu. V květnu 1942 byli třebíčští židé deportováni do Terezína a Osvětimi. Rabín Ingber byl deportován a nepřežil válku. Jeho žena Anna byla z Prahy deportována do Terezína 6. března 1943 (číslo v transportu bylo 983), odtud byla transportována 6. září 1943 do Osvětimi (její číslo v transportu bylo 2512). V ten den bylo do Osvětimi transportován 5007 lidí, z nich přežilo pouze 40 lidí. Anna Ingerbová byla zavražděna v Osvětimi. Z třebíčských židů jen 35 přežilo válku. |  |
|                                                    | ZDE ŽILA ANNA INWALDOVÁ NAR. 30. 1, 1894 ODVEDENA GESTAPEM V LÉTĚ 1941 ZAVRAŽDĚNA 1942 V RAVENBRÜCKU                                                 | L. Pokorného 47/39 49°13′3″ s. š., 15°52′45″ v. d. | Anna Inwaldová |  |
|                                                    | BEDŘICH KARPELES | Jungmannova 15                                     | Bedřich Karpeles byl třebíčský lékař, narodil se v Třebíči v roce 1896. Bedřich Karpeles s manželkou Annou a se dcerami, osmiletou Evou a šestiletou Hannou, byl transportován do Terezína. Stalo se tak na konci roku 1942. Dne 6. září 1943 byli odeslání v transportu do Osvětimi. Soud určil, že 6. březen 1944 je dnem jejich smrti. |  |
|                                                    | ZDE ŽIL ARPAD LÖWY NAR. 4. 9. 1901 DEPORTOVÁN 22. 5. 1942 DO TEREZÍNA ZAVRAŽDĚN 1942 V LUBLINU                                                       | Subakova 41                                        | Arpad Löwy se narodil v září 1901, pracoval jako zámečník a jeho rodina byla 22. května 1942 deportována do Terezína, posléze odsunuta do Lublinu, další osud nikoho z rodiny není známý. |  |
|                                                    | ZDE ŽIL FRANTIŠEK LÖWY NAR 1. 9. 1939 DEPORTOVÁN 22. 5. 1942 DO TEREZÍNA ZAVRAŽDĚN 1942 V LUBLINU                                                    | Subakova 41                                        | |  |
|                                                    | ZDE ŽIL GUSTAV LÖWY NAR. 19. 5. 1935 DEPORTOVÁN 22. 5. 1942 DO TEREZÍNA ZAVRAŽDĚN 1942 V LUBLINU                                                     | Subakova 41                                        | |  |
|                                                    | ZDE ŽILA BERTA LÖWYOVÁ ROZ. SZABÓ NAR. 22. 5. 1904 DEPORTOVÁNA 22. 5. 1942 DO TEREZÍNA ZAVRAŽDĚNA 1942 V LUBLINU                                     | Subakova 41                                        | |  |
|                                                    | ZDE ŽIL OTTO NEUMANN NAR. 6. 1. 1911 DEPORTOVÁN 1941 DO OSVĚTIMI ZAVRAŽDĚN 8. 12. 1941 V OSVĚTIMI                                                    | L. Pokorného 52 49°13′2″ s. š., 15°52′42″ v. d.    | Otto Neumann se narodil v lednu 1911. V roce 1941 byl udán českým četníkem A. Pelikánem za to, že se koupal v řece Jihlavě mimo vyhrazený prostor pro Židy. Byl deportován rovnou do Osvětimi, kde byl v prosince 1941 zavražděn. |  |
|                                                    | ZDE ŽIL BEDŘICH POLNAUER NAR. 31. 7. 1899 DEPORTOVÁN 6. 3. 1943 DO TEREZÍNA ZAVRAŽDĚN 8. 3. 1944 V OSVĚTIMI                                          | Karlovo nám. 14/8 49°12′59″ s. š., 15°52′47″ v. d. | Bedřich Polnauer |  |
|                                                    | ZDE ŽILA ANNA POLNAUEROVÁ ROZ. SCHULHOFOVÁ NAR. 14. 4. 1866 DEPORTOVÁNA 22. 5. 1942 DO TEREZÍNA ZAVRAŽDĚNA 1942 V TREBLINCE                          | Karlovo nám. 14/8 49°12′59″ s. š., 15°52′47″ v. d. | Anna Polnauerová |  |
|                                                    | ZDE ŽIL ARTHUR ISRAEL SCHWARZ NAR. 17. 3. 1894 DEPORTOVÁN V ÚNORU 1943 DO OSVĚTIMI ZAVRAŽDĚN 22. 2. 1943 V OSVĚTIMI                                  | L. Pokorného 55 49°13′2″ s. š., 15°52′41″ v. d.    | Arthur Israel Schwarz se narodil 17. 3. 1894 v Třebíči v domě číslo 44. Jeho rodiče, Gottfried Schwarz a Rosina rozená Bondi, provozovali v domě číslo 44 hospodu, na jejímž místě nyní stojí infocentrum u Zadní synagogy. Ve dvacátých letech se Arthur Schwarz živil jako obchodník s textilem a žil ve Vídni, kde se r. 1925 oženil a narodily se mu tam 3 děti. V r. 1938 se rodina po připojení Rakouska k Německu odstěhovala z Vídně do jeho rodné Třebíče a žili v Dolní ulici, dnes ulice L. Pokorného, v čísle 55. Během války byl poslán na práce na stavbě železnice u Velkých Losenic, okres Žďár nad Sázavou. Odtud byl na příkaz jihlavského gestapa spolu s dalšími 19 vězni v únoru 1943 poslán do Osvětimi, kde 22. 2. 1943 zahynul. Z třebíčských židů jen 35 přežilo válku. |  |
|                                                    | ZDE ŽILA MARTA SCHWARZOVÁ NAR. 21. 9. 1890 DEPORTOVÁNA 22. 5. 1942 DO TEREZÍNA ZAVRAŽDĚNA 1942 V LUBLINU                                             | Subakova 41 49°13′3″ s. š., 15°52′49″ v. d.        | Martha Schwarzová narozená 21. 9. 1890 ve Vídni, dcera Gottfrieda Schwarze a Rosiny rozené Bondi, zůstala svobodná, bydlela v Třebíči v domě číslo 44, kde do smrti matky v r. 1932 pomáhala při provozu hospody; otec zemřel v r. 1917. Někdy mezi lety 1932 -1942 se přestěhovala na adresu Tovární, dnes Subakova, číslo 41, odkud byla dne 22. 5. 1942 transportem Aw poslána do Terezína a odtud dne 25. 5. transportem Az do Lublinu, kde zahynula. |  |
|                                                    | ZDE ŽILA OLGA SCHWARZOVÁ NAR. 5. 6. 1883 DEPORTOVÁNA 22. 5. 1942 DO TEREZÍNA ZAVRAŽDĚNA 1942 V LUBLINU                                               | Subakova 41 49°13′3″ s. š., 15°52′49″ v. d.        | Olga Schwarzová narozená 5. 6. 1883 v Třebíči, dcera Gottfrieda Schwarze a Rosiny rozené Bondi, zůstala svobodná, bydlela v Třebíči v domě číslo 44, kde do smrti matky v r.1932 pomáhala při provozu hospody; otec zemřel v r. 1917. Někdy mezi lety 1932 -1942 se přestěhovala se sestrou Martou na adresu Tovární, dnes Subakova, číslo 41, odkud byla dne 22. 5. 1942 transportem Aw poslána do Terezína a odtud dne 25. 5. transportem Az do Lublinu, kde zahynula. |  |
|                                                    | ZDE ŽIL BERTHOLD SUBAK NAR. 2. 4. 1869 DEPORTOVÁN 22. 5. 1942 DO TEREZÍNA ZAVRAŽDĚN 1943 V OSVĚTIMI                                                  | L. Pokorného 20/20 49°13′2″ s. š., 15°52′41″ v. d. | Berthold Subak |  |
|                                                    | ZDE ŽILA ELLA SUBAK ROZ. SCHWARZKOPF NAR. 19. 11. 1887 DEPORTOVÁNA 22. 5. 1942 DO TEREZÍNA ZAVRAŽDĚNA 1942 V LUBLINU                                 | L. Pokorného 29 49°13′3″ s. š., 15°52′46″ v. d.    | Ella Subak, rozená Schwarzkopf se narodila v roce 1887 v Českých Budějovicích, do Třebíče se provdala jako manželka Jakoba Subaka. V roce 1939 její dcery i s dětmi odešly do Spojených států amerických. Ella Subak byla v roce 1942 deportována do Terezína a následně v témže roce zavražděna v Lublinu. |  |
|                                                    | ZDE ŽIL JUDr. EMIL SUBAK NAR. 22. 11. 1886 DEPORTOVÁN 23. 3. 1942 DO TEREZÍNA ZAVRAŽDĚN 1942 V PIASKI                                                | Karlovo náměstí 14                                 | JUDr. Emil Subak se narodil v roce 1886 v Třebíči, následně přesídlil do Brna, kde vedl úspěšnou advokátní kancelář. S první manželkou Louisou měl dceru Hedi, s druhou manželkou Elsou měl syna Hanuše. V březnu roku 1942 byl deportován do Terezína a následně odvlečen do Piaski, kde byl zavražděn. |  |
|                                                    | ZDE ŽIL JAN (HANUŠ) SUBAK NAR. 19.2.1920 ZAVRAŽDĚN 1941 V OSVĚTIMI                                                                                   | Karlovo náměstí 14                                 | Hanuš (Jan) Subak byl synem Emila Subaka, žil v Brně, ale v roce 1941 byl zavražděn v Osvětimi. |  |
|                                                    | ZDE ŽIL DAVID WITTMANN KANTOR A UČITEL ŽIDOVSKÉHO NÁBOŽENSTVÍ NAR. 11. 3. 1879 DEPORTOVÁN 22. 5. 1942 DO TEREZÍNA ZAVRAŽDĚN 30. 9. 1942 V TEREZÍNĚ   | Subakova 43/3 49°13′4″ s. š., 15°52′47″ v. d.      | David Wittmann |  |
|                                                    | ZDE ŽILA LINA WITTMANNOVÁ ROZ. HIRSCHLEROVÁ NAR. 16. 10. 1876 DEPORTOVÁNA 22. 5. 1942 DO TEREZÍNA ZAVRAŽDĚNA 1942 V TREBLINCE                        | Subakova 43/3 49°13′4″ s. š., 15°52′47″ v. d.      | Lina Wittmannová |  |

V Třebíči bylo dne 27. května 2018 položeno dalších sedm kamenů zmizelých. Součástí akce byla vzpomínková modlitba.
V roce 2019 bylo v Třebíči položeno 9 nových kamenů zmizelých. 
Dne 22.5. 2022 bylo v Třebíči položeno dalších 11 kamenů zmizelých
V roce 2023 byly umístěny další 4 kameny zmizelých, byly jimi v ulici Subakova kámen Leopolda Schwarze, na Karlově náměstí kameny Hanuše Felixe a Antonína Grünbergera a v ulici Smila Osovského kámen Artura Braunfelda.

## Žirovnice
| Obrázek | Nápis | Bydliště                                     | Jméno, život     |
| ------- | --- | -------------------------------------------- | ---------------- |
|         | ZDE BYDLEL EDUARD PFEFFER NAR. 1875 DEPORTOVÁN 1942 DO TEREZÍNA 1943 DO OSVĚTIMI ZAVRAŽDĚN                     | Podhadrí 267 49°15′9″ s. š., 15°11′10″ v. d. | Eduard Pfeffer   |
|         | ZDE BYDLELA MARIE PFEFFEROVÁ ROZ. LUSTIGOVÁ NAR. 1884 DEPORTOVÁNA 1942 DO TEREZÍNA 1943 DO OSVĚTIMI ZAVRAŽDĚNA | Podhadrí 267                                 | Marie Pfefferová |

## Data pokládání kamenů
Data pokládání kamenů zmizelých v kraji Vysočina:
- 18. července 2013, 2016, 2018, 2022: Třebíč
- 14. září 2014: Pacov
- 15. září 2014: Havlíčkův Brod
- 3. srpna 2015: Senožaty
- 3. srpna 2016: Chotěboř
- 4. srpna 2016: Žirovnice
- 20. září 2017: Chotěboř
- 14. srpna 2018: Jihlava, Pohled
- 9. června 2022, 19. září 2024: Humpolec